# Thomisus aruni
Espèce
Thomisus aruni est une espèce d'araignées aranéomorphes de la famille des Thomisidae.

## Distribution
Cette espèce est endémique du Bangladesh. Elle se rencontre vers Faridpur et Pirojpur Sadar.

## Description
La femelle holotype mesure 6,20 mm et le mâle paratype 5,20 mm.

## Systématique et taxinomie
Cette espèce a été décrite par Biswas et Raychaudhuri en 2023.

## Étymologie
Cette espèce est nommée en l'honneur d'Arun Kumar Das. 

## Publication originale
- Biswas & Raychaudhuri, 2023 : « A new species of crab-spider under the genus Thomisus Walckenaer, 1805 (Araneae: Thomisinae: Thomisidae) from Bangladesh. » Journal of the Asiatic Society of Bangladesh, Science, vol. 49, no 2, p. 193-201 (texte intégral).